# VHSIC
Um VHSIC é um tipo de circuito digital. A sigla deriva do nome em inglês, Very-High-Speed Integrated Circuit (circuito integrado de velocidade muito alta). O termo foi cunhado pelo departamento de defesa estadunidense durante um projeto que levou ao desenvolvimento da linguagem VHDL. 
Os termos VLSI (Very-Large-Scale Integration) e ASIC (Application-Specific Integrated Circuit) são mais usados.